# Agelaia myrmecophila
Agelaia myrmecophila är en getingart som först beskrevs av Adolpho Ducke 1905.  Agelaia myrmecophila ingår i släktet Agelaia och familjen getingar. Inga underarter finns listade i Catalogue of Life.